# Sötétfarkú viharmadár
A sötétfarkú viharmadár (Pterodroma phaeopygia) a madarak (Aves) osztályának a viharmadár-alakúak (Procellariiformes) rendjébe, ezen belül a viharmadárfélék (Procellariidae) családjába tartozó faj.

## Előfordulása
A sötétfarkú viharmadár előfordulási területe a Csendes-óceánnak az a része, mely Hawaii és a Galápagos-szigetek között terül el. A legnagyobb költőkolóniája a mauii Haleakala-kráterben található.
Ennek a fajnak az egyedszáma az utóbbi időkben drasztikusan lecsökkent - valószínűleg a szigetekre behurcolt patkányok miatt -; manapság eléggé ritka madár.

## Megjelenése
A fej-testhossza 43 centiméter. A háti része – beleértve a szárnyakat is – fekete vagy sötétbarna, míg a hasi része – megint a szárnyak alsó felével együtt – fehér; a fehér rész a homlokáig is elér. A sötét farktollak tövén V alakú fehér minta van. A fajon belül nincs nemi kétalakúság.

## Életmódja
A nyílt vizeken éli le életét; csak a költési időszakban keresi fel a szárazföldet. A tápláléka kisebb halakból és gerinctelenekből tevődik össze. A költés idején, nappal az üregben ül, csak éjszaka indul táplálék után.

## Szaporodása
Fészkét földalatti üregekbe készíti. A fészekalj egy darab fehér tojásból áll.